# Juan Abrantes Fernández
Juan Abrantes Fernández (La Habana, 9 de junio de 1935-Cascajal, 23 de septiembre de 1959) fue un comandante del Ejército Rebelde durante la Revolución cubana. Trabajó bajo las órdenes del Che Guevara en la Fortaleza de San Carlos de La Cabaña, quien solía llamarlo «soldado» o el «bravo comandante unitario».
Fue uno de los fundadores del Directorio Revolucionario, una organización estudiantil armada que se oponía a la dictadura de Fulgencio Batista. Participó activamente en la guerra revolucionaria como soldado y luego como comandante, y tras el triunfo de la revolución en 1959, ocupó cargos de liderazgo como el de Jefe de las Fuerzas Tácticas de Combate del Centro.

## Biografía
Juan Abrantes Fernández nació en La Habana, Cuba, en 1935. Su padre trabajaba como obrero, lo que lo situó desde temprana edad dentro de un entorno marcado por la vida laboral popular y la conciencia de clase. Durante su infancia fue conocido con el apodo “Cocó”, con el que lo llamaban familiares y amigos. Asistió a la “Escuelita de los hijos de los desamparados”, una institución modesta fundada y mantenida por obreros para brindar educación básica a los hijos de trabajadores en condiciones vulnerables. 
Durante su juventud, estudió en el Instituto de La Habana, donde se destacó no solo por su rendimiento académico, sino también por su actividad deportiva. Practicó diversas disciplinas como fútbol, fútbol americano, natación y baloncesto, y a menudo ocupó roles de liderazgo como capitán de equipo. Estas experiencias formativas contribuyeron a su carácter disciplinado y a su capacidad para liderar grupos en contextos de presión, habilidades que más adelante aplicaría en la lucha revolucionaria.
A los 15 años, fue elegido presidente de la Juventud Socialista, un cargo que marcó su inicio formal en la militancia política. Durante esta etapa, Cuba atravesaba un clima político cada vez más polarizado, con un creciente movimiento de oposición al gobierno autoritario de Fulgencio Batista. Fernández se identificó firmemente con las causas de justicia social, reforma educativa y lucha contra la represión, lo que le valió ser expulsado del instituto por sus actividades políticas y posteriormente detenido. A pesar de estos obstáculos, logró completar sus estudios secundarios y fue admitido en la Universidad de La Habana, donde inició estudios en ingeniería eléctrica.

### Vida política
La etapa universitaria fue clave en la formación política e ideológica de Juan Abrantes Fernández. En la Universidad de La Habana se integró al Directorio Revolucionario (DR), una organización armada vinculada a la Federación Estudiantil Universitaria (FEU), que canalizaba el descontento de los estudiantes contra el régimen de Batista. En el DR, Fernández desempeñó funciones de organización y logística, y colaboró con figuras emblemáticas del movimiento como José Antonio Echeverría y Fructuoso Rodríguez.
El Directorio Revolucionario fue una de las organizaciones que optó por la vía armada como estrategia para lograr el derrocamiento de Batista. Fernández participó en diversas actividades clandestinas, incluyendo protestas, sabotajes y la planificación de acciones armadas. Su participación activa le granjeó respeto dentro del movimiento estudiantil y lo posicionó como un joven líder revolucionario.

### Revolución Cubana
En 1957, debido a su participación en acciones subversivas contra la dictadura, Juan Abrantes Fernández fue forzado al exilio. Durante este periodo, dejó atrás su antiguo apodo de infancia, “Cocó”, y adoptó el seudónimo de “El Mejicano”, nombre con el que sería conocido en círculos revolucionarios y en los frentes de combate. El seudónimo también reflejaba una nueva identidad vinculada a su papel como guerrillero.
En enero de 1958, Fernández regresó a Cuba desde el exilio para integrarse nuevamente a la lucha armada. Se unió a las guerrillas del Directorio Revolucionario en marzo y fue enviado a las montañas del Escambray, una zona estratégica para las operaciones insurgentes. Participó en varias acciones militares importantes, como los combates de Charco Azul, Río Negro, Fomento y Condado, y fue ascendido al rango de comandante poco tiempo después de integrarse al frente de batalla. Sus compañeros lo describieron como un líder respetado, valiente y eficaz en la toma de decisiones.
Durante la ofensiva final contra el régimen, Juan Abrantes jugó un papel clave en la Batalla de Santa Clara, una de las últimas y más decisivas confrontaciones de la guerra. Lideró el ataque al Escuadrón 31 y a la unidad conocida como la Motorizada, tomando el control tras la caída de su superior. Su actuación fue determinante para el éxito de la ofensiva, que culminó con la rendición de las fuerzas Batistianas en la ciudad.

## Carrera posterior y fallecimiento
Después del triunfo de la Revolución Cubana en enero de 1959, Juan Abrantes Fernández fue designado como parte de la jefatura de operaciones de las Fuerzas Tácticas del Centro, bajo el mando del comandante Ernesto "Che" Guevara. Fernández fue asignado a la jefatura de operaciones de las Fuerzas Tácticas del Centro en la provincia de Las Villas. Su misión era combatir los alzamientos contrarrevolucionarios que surgían en zonas como Trinidad, y su desempeño recibió elogios por parte de altos mandos como Fidel Castro y Camilo Cienfuegos.
El 23 de septiembre de 1959, Juan Abrantes Fernández y su compañero, el aviador Jorge Villa Yanes, emprendieron un vuelo desde Varadero hacia Santa Clara. La aeronave, una avioneta identificada como número 26 de la Fuerza Aérea Revolucionaria, se estrelló entre los poblados de Cascajal y Mordazo, causando la muerte de ambos ocupantes. El incidente puso fin a la vida de un joven comandante que era considerado una figura en ascenso dentro de las estructuras del nuevo gobierno revolucionario.

### Legado y homenajes
Tras su fallecimiento, Juan Abrantes Fernández fue recordado como un combatiente comprometido con la causa revolucionaria. Ernesto "Che" Guevara lo describió como un “soldado de la unidad revolucionaria, que nos tendió las manos desde el primer día en Las Villas. Su epitafio de héroe será la victoria final del pueblo.”Camilo Cienfuegos, por su parte, expresó que “luchó siempre por los ideales de una patria grande y libre; en su vida hay que buscar ejemplos que imitar”.
En 1959, en homenaje a su figura, el estadio deportivo de la Universidad de La Habana fue renombrado como Estadio Universitario Juan Abrantes. Además, se erigió una estatua en su honor en la ciudad de La Habana, consolidando su memoria dentro del imaginario heroico de la Revolución Cubana.